# Első magyar pol-beat fesztivál
Az első magyar pol-beat fesztivál megrendezésére 1967 nyarán került sor: inspirálta az amatőr pol-beat kezdeményezés, mely nyugati mintát (Bob Dylan, Donovan) követett; az 1966-ban megrendezett első táncdalfesztivál sikere, a hasonló külföldi rendezvények valamint a pártvezetésnek azon törekvése, hogy a zenét a politika szolgálatába állítsa.

## Fellépők és versenyszámok
A döntőbe 15 szám jutott be, főként amatőr, tinédzser korú zenészek, de akkor már ismert és elismert táncdalénekesnő (Mikes Éva), illetve több akkor már népszerű együttes (Atlasz, Syrius). A műsort a televízió és a rádió egyaránt közvetítette.
A döntő dalai:
1. Berki Tamás: Ballada (Berki Tamás)
2. Berki Tamás: Nem lehet tudni (Gerilla)
3. Déri Tamás – Ascher Tamás: Akinek nem elég a Nobel-díj sem (Viet-beat)
4. Dinnyés József: Az idő elszáll felettünk (Dinnyés József)
5. Dinnyés József – Veress Miklós: Karrier (Dinnyés József)
6. Dolevizcényi Miklós – Bagi István: Tizenharmadik parancsolat (Doleviczényi Miklós)
7. Flamm Ferenc – Szalkai Sándor: Kettő, egy, fél (Magay Klementina, Atlasz)
8. Hoffman Ödön: Ne ébresszetek fel! (Mikes Éva, Express)
9. Ihász Károly – Csanádi Pál: Vörös és sárga (Miskolci Nehézipari Együttes)
10. Lovas Róbert – S. Nagy István: Fekete patkány (Pápai Faragó László, Syrius)
11. Máté Péter – Dobsa Valéria: A néger zongorista dala (Máté Péter, Dobsa együttes)
12. Molnár Ákos – S. Nagy István: Azért, mert a faterod a góré (Somló Tamás, Omega)
13. Neményi Béla – S. Nagy István: Ki ölte meg Kennedyt? (Neményi Béla, Atlantisz)
14. Vámos Tibor:[2] Disszidensek (Gerilla)
15. Vámos Tibor: Várunk este a szobornál (Gerilla)

Lényegében valamennyi résztvevő kapott díjat, hiszen a rendezvény célja elsősorban a pol-beat műfajának népszerűsítése volt.

## A pol-beat fesztivál felfedezettjei
Itt mutatkozott be a nagyközönség előtt a Gerilla együttes, mely a fesztiválon elért sikerei nyomán Magyarországot képviselhette az 1968-as Berlinben megrendezett October, politikai dalklub rendezvényen. Dinnyés József (Bob Dinnyés) is itt szerzett nevet. Egy másik díjazott, Magay Klementina pályája is itt indult, ahogy Máté Péteré is. Magay Klementina képviselte  Magyarországot a Szocsiban megrendezett nemzetközi ifjúsági dalfesztiválon.
A díjazott dalokkal három kislemez is megjelent.

## Utóélete
A pol-beat fesztivált a táncdalfesztiválhoz hasonlóan sorozatként képzelték el. 1968-ban meg is rendezték a második pol-beat fesztivált, ami viszont érdektelenségbe fulladt. Országos pol-beat fesztivált nem is rendeztek többet. (Megyei szinten tovább élt a hagyomány.)